# Апокалипсис Деррена Брауна
«Апокалипсис Деррена Брауна» — двухсерийный фильм, в котором Деррен Браун, английский иллюзионист и психолог, заставляет поверить одного человека в то, что наступил конец света, и количество жителей Земли резко уменьшается из-за вируса, принесённого астероидом. Этот фильм отдалённо напоминает российскую телепередачу «Розыгрыш», однако здесь, в отличие от «Розыгрыша», вовсе не до смеха. Этот спектакль устраивается ради того, чтобы этот человек начал ценить то, что имеет и перестал принимать всё, что происходит, как должное. Деррен Браун действительно устраивал это «светопреставление» летом 2012 года; сам «апокалипсис» случился 31 августа 2012 года.

## Сюжет
В июне 2012 года съёмочная группа этого фильма провела кастинг якобы скоро стартующего нового телевизионного шоу, чтобы найти подходящего человека, который не ценит то, что имеет. Им оказался Стивен Бронсан, 22-летний парень. Стивен живёт с родителями и братом и никогда их ни за что не благодарит и ничего не делает по дому, а лишь бездельничает да иногда ходит в местный паб, как выяснила съёмочная группа. Деррену Брауну и съёмочной группе удаётся вовлечь в этот спектакль родственников Стивена.
За 7 недель до «конца света», Деррен Браун и его знакомый хакер взламывают телефон Стивена, украденный его старшим братом, и теперь они начинают посылать на него новости, якобы от BBC, что, возможно, Земля столкнётся с астероидом. Браун вовлекает в шоу любимых радиоведущих Стивена, которые как бы невзначай поболтали о грядущем конце света по его любимому радио; любимого телеведущего Стивена, который по телевизору говорит с учёными и они подтверждают, что Земля столкнётся с астероидом; также в автобусе Стивен видит людей, читающих газету с заголовком «Конец света близок?»; Деррен отправляет от имени астронома, на которого Стивен подписан в Twitter, сообщение, что столкновение неизбежно (извинившись в камеру, если этот учёный сейчас его смотрит).
Наконец, 31 августа, в канун дня рождения Стива, когда он едет в автобусе, начинается «метеоритный дождь», который и приносит «вирус». Стив теряет сознание, и, благодаря съёмочной группе, оказывается в бутафорской больнице, якобы очнувшись две недели спустя. «Оказывается», что «астероиды» принесли «смертоносный вирус». Вскоре Стив встречает «подставных» девочку Леону, которая «потеряла маму», мужчину по имени Дени и «военного медбрата» Иана, актёрское мастерство которых должно научить Стивена сострадать, заботиться о других и другим человеческим чувствам.

## Развитие
По мотивам данного фильма российским писателем Анной Никольской была написана книга «Апокалипсис Антона Перчика» в котором происходят схожие события, однако на этот раз с повествованием от лица героя всего происходящего.